# Freestyleskiën op de Olympische Winterspelen 2018
Freestyleskiën is een van de sporten die beoefend werden tijdens de Olympische Winterspelen 2018 in Pyeongchang. De wedstrijden vonden plaats in het Bokwang Phoenix Park.

## Wedstrijdschema
| Datum       | Lokale tijd   | MET           | Mannen             | Vrouwen            |
| ----------- | ------------- | ------------- | ------------------ | ------------------ |
| 09 februari | 10:00         | 02:00         | Moguls (Q)         | Moguls (Q)         |
| 09 februari | 20:00         | 12:00         | Openingsceremonie  | Openingsceremonie  |
| 11 februari | 19:30         | 11:30         |                    | Moguls             |
| 12 februari | 19:30         | 11:30         | Moguls             |                    |
| 15 februari | 20:00         | 12:00         |                    | Aerials (Q)        |
| 16 februari | 20:00         | 12:00         |                    | Aerials            |
| 17 februari | 20:00 / 10:00 | 12:00 / 02:00 | Aerials (Q)        | Slopestyle         |
| 18 februari | 10:00 20:00   | 02:00 12:00   | Slopestyle Aerials |                    |
| 19 februari | 10:00         | 02:00         |                    | Halfpipe (Q)       |
| 20 februari | 10:30         | 02:30         | Halfpipe (Q)       | Halfpipe           |
| 21 februari | 11:30         | 03:30         | Skicross           |                    |
| 22 februari | 11:30         | 03:30         | Halfpipe           |                    |
| 23 februari | 11:30         | 03:30         |                    | Skicross           |
| 25 februari | 20:00         | 12:00         | Sluitingsceremonie | Sluitingsceremonie |

## Medailles

### Mannen
| Onderdeel  | Goud | Goud                | Zilver | Zilver             | Brons | Brons                  |
| ---------- | ---- | ------------------- | ------ | ------------------ | ----- | ---------------------- |
| Aerials    | UKR  | Oleksandr Abramenko | CHN    | Jia Zongyang       | OAR   | Ilja Boerov            |
| Halfpipe   | USA  | David Wise          | USA    | Alex Ferreira      | NZL   | Nico Porteous          |
| Moguls     | CAN  | Mikaël Kingsbury    | AUS    | Matt Graham        | JPN   | Daichi Hara            |
| Skicross   | CAN  | Brady Leman         | SUI    | Marc Bischofberger | OAR   | Sergej Ridzik          |
| Slopestyle | NOR  | Øystein Bråten      | USA    | Nick Goepper       | CAN   | Alex Beaulieu-Marchand |

### Vrouwen
| Onderdeel  | Goud | Goud            | Zilver | Zilver                  | Brons | Brons            |
| ---------- | ---- | --------------- | ------ | ----------------------- | ----- | ---------------- |
| Aerials    | BLR  | Hanna Hoeskova  | CHN    | Zhang Xin               | CHN   | Kong Fanyu       |
| Halfpipe   | CAN  | Cassie Sharpe   | FRA    | Marie Martinod          | USA   | Brita Sigourney  |
| Moguls     | FRA  | Perrine Laffont | CAN    | Justine Dufour-Lapointe | KAZ   | Joelia Galysjeva |
| Skicross   | CAN  | Kelsey Serwa    | CAN    | Brittany Phelan         | SUI   | Fanny Smith      |
| Slopestyle | SUI  | Sarah Höfflin   | SUI    | Mathilde Gremaud        | GBR   | Isabel Atkin     |

### Medaillespiegel
| Plaats | Land                           | NOC    | Goud | Zilver | Brons | Totaal |
| ------ | ------------------------------ | ------ | ---- | ------ | ----- | ------ |
| 1      | Canada                         | CAN    | 4    | 2      | 1     | 7      |
| 2      | Verenigde Staten               | USA    | 1    | 2      | 1     | 4      |
| "      | Zwitserland                    | SUI    | 1    | 2      | 1     | 4      |
| 4      | Frankrijk                      | FRA    | 1    | 1      | 0     | 2      |
| 5      | Noorwegen                      | NOR    | 1    | 0      | 0     | 1      |
| "      | Oekraïne                       | UKR    | 1    | 0      | 0     | 1      |
| "      | Wit-Rusland                    | BLR    | 1    | 0      | 0     | 1      |
| 8      | China                          | CHN    | 0    | 2      | 1     | 3      |
| 9      | Australië                      | AUS    | 0    | 1      | 0     | 1      |
| 10     | Olympische atleten uit Rusland | OAR    | 0    | 0      | 2     | 2      |
| 11     | Groot-Brittannië               | GBR    | 0    | 0      | 1     | 1      |
| "      | Japan                          | JPN    | 0    | 0      | 1     | 1      |
| "      | Kazachstan                     | KAZ    | 0    | 0      | 1     | 1      |
| "      | Nieuw-Zeeland                  | NZL    | 0    | 0      | 1     | 1      |
| Totaal | Totaal                         | Totaal | 10   | 10     | 10    | 30     |